# Arachnothryx stachyoidea
Arachnothryx stachyoidea är en måreväxtart som först beskrevs av John Donnell Smith, och fick sitt nu gällande namn av Attila L. Borhidi. Arachnothryx stachyoidea ingår i släktet Arachnothryx och familjen måreväxter. Inga underarter finns listade i Catalogue of Life.